# Anthurium lievenii
Anthurium lievenii là một loài thực vật có hoa trong họ Ráy (Araceae). Loài này được Regel ex Engl. miêu tả khoa học đầu tiên năm 1898.